# Paul Huntington
Paul Huntington (17 de septiembre de 1987) es un futbolista inglés que juega como defensa en el Bradford City A. F. C. de la League Two.

## Selección nacional
Ha sido internacional con la selección de fútbol sub-18 de Inglaterra.

## Clubes
| Club                    | País       | Año       |
| ----------------------- | ---------- | --------- |
| Newcastle United F. C.  | Inglaterra | 2006-2007 |
| Leeds United F. C.      | Inglaterra | 2007-2009 |
| Stockport County F. C.  | Inglaterra | 2009-2010 |
| Yeovil Town F. C.       | Inglaterra | 2010-2012 |
| Preston North End F. C. | Inglaterra | 2012-2022 |
| Carlisle United F. C.   | Inglaterra | 2022-2024 |
| Bradford City A. F. C.  | Inglaterra | 2024-     |